# Paranoia (film)
A Paranoia 2013-ban bemutatott amerikai thriller. Rendezője Robert Luketic, forgatókönyvét Barry L. Levy és Jason Dean Hall írta Joseph Finder 2004-es regénye alapján. A főszereplők Liam Hemsworth, Gary Oldman, Amber Heard és Harrison Ford. Mellékszerepben feltűnik még Richard Dreyfuss és Julian McMahon is.
A film anyagi bukás volt: a mozipénztáraknál leszerepelt, a 35 millió dolláros költségeknek kevesebb mint a fele térült meg a 13 és fél milliós bevétellel.

## Cselekmény
|  | Alább a cselekmény részletei következnek! |

Adam Cassidy egy jól menő informatikai cég alulfizetett fejlesztője, akit egy félresikerült prezentációt követően kirúgnak, de utoljára még elmegy a vállalati költségkeret terhére bulizni egyet. Hidegvérű főnöke, Nicholas Wyatt észlelve a lopást, visszautasíthatatlan ajánlatot tesz a srácnak: börtönbe kerül hitelkártyacsalásért, hacsak nem vállal el egy titkos megbízást, és nem épül be Wyatt konkurense és egykori mentora, Jock Goddard cégébe, az Eikonba, hogy kikémlelje, mivel készülnek a piacra törni. Az ipari kémkedésre kényszerített Cassidy saját fejlesztésével és némi felkészítéssel hamar elnyeri Goddard, és annak vonzó alkalmazottja, Emma Jennings bizalmát, akivel már korábban viszonyt kezdett. Wyatt egyre jobban sürgeti a konkrét eredményeket, ezért Adam kénytelen fizikailag is betörni az Eikonhoz, ahol azonban Goddard és emberei elfogják, és börtönnel fenyegetik. Adam rájön, hogy nem csak Wyatt használta eszközként, hanem Goddard is. Goddard ugyanis fel akarja vásárolni Wyatt cégét. Kiutat keresve Adam a saját tudását és barátai segítségét veszi igénybe, hogy túljárjon az üzleti hatalmasságok eszén...

## Szereplők
| Szerep                   | Színész          | Magyar hang        |
| ------------------------ | ---------------- | ------------------ |
| Adam Cassidy             | Liam Hemsworth   | Papp Dániel        |
| Nicholas Wyatt           | Gary Oldman      | Epres Attila       |
| Emma Jennings            | Amber Heard      | Bogdányi Titanilla |
| Augustine "Jock" Goddard | Harrison Ford    | Csernák János      |
| Kevin                    | Lucas Till       | Hamvas Dániel      |
| Dr. Judith Bolton        | Embeth Davidtz   | Tóth Enikő         |
| Miles Meachum            | Julian McMahon   | Sarádi Zsolt       |
| Gamble FBI-ügynök        | Josh Holloway    |                    |
| Frank Cassidy, Adam apja | Richard Dreyfuss | Szersén Gyula      |
| Allison                  | Angela Sarafyan  | Dögei Éva          |
| Fala                     | Nickson Ruto     |                    |
| Morgan                   | William Peltz    | Gacsal Ádám        |
| Tom Lundgren             | Kevin Kliner     | Laklóth Aladár     |